# Leptobotia zebra
Leptobotia zebra és una espècie de peix de la família dels cobítids i de l'ordre dels cipriniformes.

## Hàbitat i distribució geogràfica
És un peix d'aigua dolça, demersal i de clima temperat, el qual viu a Àsia: el sud de la Xina (Guangxi).

## Amenaces
Les seues principals amenaces són la urbanització i la contaminació produïda per agroquímics.

## Observacions
És inofensiu per als humans.